# جورج دبليو. ويبر
جورج دبليو. ويبر (بالإنجليزية: George W. Webber)‏ هو عالم عقيدة أمريكي، ولد في 2 مايو 1920 في دي موين في الولايات المتحدة، وتوفي في 10 يوليو 2010 في Maplewood, New Jersey ‏ في الولايات المتحدة بسبب مرض آلزهايمر.